# Tarbinskiellus portentosus
Tarbinskiellus portentosus är en insektsart som först beskrevs av Lichtenstein 1796.  Tarbinskiellus portentosus ingår i släktet Tarbinskiellus och familjen syrsor. Inga underarter finns listade i Catalogue of Life.